# Ewa Colliander
Ewa Colliander, född Eva Birgitta Colliander 7 mars 1949 i Gävle, är en svensk skådespelare och inspicient.

## Filmografi
- 1969 – Eva - den utstötta